# کتاب خودکشی‌های خرگوش
کتاب خودکشی‌های خرگوش: خرگوش‌های پشمالوی کوچکی که دیگر نمی‌خواهند زندگی کنند (به انگلیسی: The Book of Bunny Suicides)، کتابی شامل کاریکاتور با موضوع کمدی سیاه از اندی ریلی است که در سال ۲۰۰۳ منتشر شد.
طراحی‌های آن تکی هستند و در هر کدام از آنها یک یا چند خرگوش سفید با روش‌های مختلفی همچون بکارگیری دَر، توستر، توپ کریکت، بومرنگ، نارنجک دستی و غیره اقدام به خودکشی می‌کنند. در برخی از این طراحی‌ها اشاره‌هایی به فیلم‌هایی چون نابودگر، دکتر استرنجلاو و ارباب حلقه‌ها و مسائل دیگری از جمله کشتی نوح شده‌است.
در سال ۲۰۰۴، دنباله دیگری از آن با نام بازگشت خودکشی‌های خرگوش به چاپ رسید. نسخه‌ای ویژه از آن با نام The Bumper Book of Bunny Suicides در سال ۲۰۰۷ در انگلیس به چاپ رسید که شامل تمام طراحی‌های دو نسخه پیشین بود.